# SETUNACREWS
SETUNACREWS（セツナクルーズ）は、日本のロックバンド。

## メンバー
- 米村大滋郎（1984年8月8日（40歳）、B型） - ボーカル、ギター
- 大浦佑（1985年5月3日（39歳）、O型） - ギター
- 安達さとし （1982年11月16日（42歳）、AB型）- ベース
- 竹内義晴（1985年8月29日（39歳）、AB型） - ドラム
- 松岡義人（1984年4月16日（40歳）、AB型） - キーボード

## 来歴
2009年
- 11月 米村大滋郎を中心にセツナクルーズを結成。

2010年
- 4月9日1stミニアルバム「初出勤」リリース。
- 春　東名阪仙台ツアー。
- 10月30日 InterFM　「76Records」出演。
- 11月5日 1stシングル「Over Drive」リリース。
- 11月28日 川崎CLUB CITTA　ワンマンライブ。

2011年
- 4月10日 1stアルバム「"communication"」リリース。
- 春　東名阪広島仙台ツアー。
- 6月9日 前ベーシストが脱退。
- 7月 安達さとし(Bs)、松岡義人(Key)がサポートメンバーとして加入。
- 9月30日 マンスリーワンマンライブ開始。
- 11月2日 セツナクルーズ2周年記念Free Live in 仙台。

2012年
- 7月18日 2ndシングル「Bring Back Hz /New Light /STAR FITS」リリース。
- 同日バンド表記『SETUNACREWS』に改める。
- 7月19日 ダイバーシティーフリーライブ。
- 夏　東名阪仙台広島福岡埼玉神奈川にて全国8カ所ツアー。
- 8月28日 赤坂BLITZ　ワンマンライブ。

2013年
- 8月8日 安達さとし、松岡義人正式加入。

2015年
- 6月20日 大浦佑、松岡義人が脱退。

2016年
- 3月31日 竹内義晴が脱退。
- 7月、新しのユニット Sacramento Spootnik を結成。

## シングル
| 枚  | 発売日        | タイトル                              | 規格品番   | 価格    |
| --- | ------------- | ------------------------------------- | ---------- | ------- |
| 1st | 2010年11月5日 | Over Drive                            | BSCPF-1011 | ￥1,050 |
| 2nd | 2012年7月18日 | Bring Back Hz / New Light / STAR FITS | SCSC-1003  | ￥1,260 |
| 3rd | 2014年2月7日  | 神風の太陽 / surround                 | SCSC-1004  | ￥1,050 |

## ミニアルバム
| 枚  | 発売日        | タイトル       | 規格品番   | 価格    |
| --- | ------------- | -------------- | ---------- | ------- |
| 1st | 2010年4月9日  | 初出勤         | BSCPF-1005 | ￥1,575 |
| 2nd | 2015年2月13日 | Morning Purple |            | ￥1,700 |

## フルアルバム
| 枚  | 発売日        | タイトル      | 規格品番  | 価格    |
| --- | ------------- | ------------- | --------- | ------- |
| 1st | 2011年4月10日 | communication | SCSC-1001 | ￥2,940 |